# 미야모토 겐지
미야모토 겐지(일본어: 宮本顕治 みやもと けんじ[*], 1908년 10월 17일 ~ 2007년 7월 18일)는 일본의 정치인이다.

## 생애
야마구치현 히카리시 출신으로 1931년 3월 도쿄 제국대학 경제학과를 졸업하고 그 해 5월 일본공산당에 공식 입당했다. 겐지는 1933년 일본 군경에 의해 체포되어 경찰관들을 죽이자고 선동한 혐의로 구속됐지만 그는 이를 부인했다. 이후 유죄 판결을 받아 종신형을 선고받지만 제2차 세계 대전에서 일본이 항복한 후 석방됐다. 이후 다시 정계에 뛰어들어 1949년의 선거에서 일본공산당을 이끌었으며 이로 인해 일본공산당은 35석을 차지하게 된다. 하지만 더글러스 맥아더는 겐지와 23명의 다른 일본공산당 고위직 인사들이 정계에 진출하는 것을 금지시켰다.
1958년 일본공산당의 당수가 된다. 그 해 겐지는 공식적으로 일본에서의 폭력 공산 혁명을 요구하던 과거의 노선을 포기하고 겐지와 일본공산당은 온건노선을 취하기 시작했다. 미야모토 겐지 하에서의 일본공산당은 주거 문제, 인플레이션, 그리고 교육 문제 등을 이슈로 제기하기 시작했다. 이 와중에 겐지는 무산계급독재의 노선 대신 민주주의와 자유를 옹호하는 노선을 취하며 1982년까지 당수를 지냈다. 현재의 일본공산당 또한 이 노선을 따른다. 일본공산당 당수로서의 활동 이외에도 그는 정치에 대한 독자적 노선과 시선으로 알려져 있다.
1966년 중화인민공화국을 방문한 이후 문화 대혁명을 '비정상적'이라 표현했으며 1968년 소련의 체코슬로바키아 침공에 대한 노골적 비판도 주목을 받았다. 반면에 강력한 미일 동맹에 반대하기도 했다. 동구권의 공산주의 몰락에 대해 사회주의가 아니라 스탈린주의와 소련을 등에 업은 ‘(동구권)정부들의 실패’라고 했다.
일본공산당 당수를 그만 두고 나서도 일본공산당 활동을 활발히 벌였으며 1997년부터 2007년 도쿄의 한 병원에서 폐기종으로 사망할 때까지 명예 당수이기도 했다.

## 같이 보기
- 일본공산당